# Chiesa di San Francesco (Barga)
La chiesa di San Francesco è un edificio sacro che si trova a Barga.

## Storia e descrizione
Negli ultimi decenni del Quattrocento Barga vide un'intensa ed efficace opera di proselitismo svolta dai beati Michele Turignoli e Gaspero da Barga. Al diretto intervento del primo si deve l'edificazione del convento di San Francesco sul luogo dell'oratorio di Santa Maria delle Grazie, iniziato nel 1471 e concluso intorno al 1490. 
La chiesa, a navata unica coperta da volte a crociera, offre una silloge di terrecotte invetriate, con ben otto opere riconducibili ad Andrea Della Robbia e alla sua bottega, nella quale lavoravano anche i suoi figli. Prime ad arrivare da Firenze, attorno al 1490, dovettero essere la pala con l'Assunzione di Maria e le due statue solo in parte smaltate di Sant'Andrea e di Sant'Antonio, che ancora oggi fanno parte dell'arredo del presbiterio.
Nella navata, alla parete destra è un'altra pala robbiana della bottega di Andrea raffigurante la Natività, databile al 1509 circa ed attribuita a Luca della Robbia il giovane, per l'indugiare alla descrizione ed un maggiore plasticismo. Alla parete opposta è un'altra pala della stessa bottega con San Francesco che riceve le stimmate e nella predella la Madonna col Bambino tra due angeli. La pala, in cui si vede uno spiccato interesse per il paesaggio realistico, con le vedute della Verna e a destra di Bibbiena e rimandi alle novità di Andrea del Sarto e di Raffaello, è stata attribuita, per questi caratteri, a Girolamo della Robbia, ed è databile al 1512 - 1515 circa. Le due coppie di uomini e di donne che si vedono nella predella vestiti come terziari francescani, sono stati identificati come membri delle famiglie Angeli e Turignoli che commissionarono questa e l'altra pala in chiesa.
In chiesa erano anche due altorilievi con la Vergine annunciata e l'Arcangelo Gabriele ed una piccola pala con l'Adorazione di Gesù Bambino realizzati dalla bottega di Andrea della Robbia all'inizio del Cinquecento, che si trovano, il primo dal 1866 in palazzo Mordini e l'altra in Duomo dal 1934.
In una cappella laterale si trova la settecentesca urna-reliquiario del beato Michele Turignoli, intagliata probabilmente da Alessandro Santini
All'ingresso del complesso un chiostro quattrocentesco ispirato a francescana semplicità, delimita l'entrata della chiesa. Qui vi era una pala in terracotta non invetriata cinquecentesca anonima con la Vergine col Bambino tra i santi Sebastiano e Rocco oggi nel Duomo.